# Dąbrówka Nagórna
Dąbrówka Nagórna (do 31.12.2012 Dąbrówka Nagórna-Wieś) – wieś w Polsce położona w województwie mazowieckim, w powiecie radomskim, w gminie Zakrzew. Ma status sołectwa.
| SIMC    | Nazwa                       | Rodzaj    |
| ------- | --------------------------- | --------- |
| 0642276 | Dąbrówka Nagórna Druga      | część wsi |
| 0642282 | Dąbrówka Nagórna Pierwsza   | część wsi |
| 0642299 | Dąbrówka Nagórna Poprzeczna | część wsi |
| 0642307 | Dąbrówka Nagórna-Stara Wieś | część wsi |

W latach 1954–1959 wieś należała i była siedzibą władz gromady Dąbrówka Nagórna, po jej zniesieniu w gromadzie Wólka Klwatecka.
Wieś jest siedzibą rzymskokatolickiej parafii Najświętszej Maryi Panny Nieustającej Pomocy.